# Ataenius aciculus
Ataenius aciculus är en skalbaggsart som beskrevs av Hinton 1936. Ataenius aciculus ingår i släktet Ataenius och familjen Aphodiidae. Inga underarter finns listade.